# Emma de Caunes
Emma de Caunes (París, 9 de septiembre de 1976) es una actriz francesa, conocida por interpretar el papel de Sabine en la película Las vacaciones de Mr. Bean (2007).

## Vida personal
De Caunes nació en París el 9 de septiembre de 1976 como hija del actor y director Antoine de Caunes y de la directora y diseñadora gráfica Gaëlle Royer. Sus abuelos paternos son el periodista Georges de Caunes y Jacqueline Joubert, una de las primeras locutoras de continuidad de la televisión francesa.

## Filmografía
- Lanester (2014): Gabrielle
- Le Bruit des gens autour de Diastème (2008): Maud
- Coluche, l'histoire d'un mec d'Antoine de Caunes (2008): une infirmière
- Rien dans les poches de Marion Vernoux (2008) (TV): Marie Manikowski
- Days of Darkness (aka The Age of Ignorance) (2007)
- The Diving Bell and the Butterfly (2007)
- Las vacaciones de Mr. Bean (2007)
- The Science of Sleep (2006)
- Short Order (2005)
- Kaamelott (2005) (2 episodios)
- Mi madre (2004)
- Beyond Good & Evil (2003) (voz)
- Astérix y Obélix: Misión Cleopatra (2002)
- Lovers of the Nile (2002)
- Princesses (2000)
- Unleaded (2000)
- Pretend I'm Not Here (2000)
- Le nombril de l'Univers (2000) (directora, actriz)
- Milestones (1999)
- Mondialito (1999)
- Restons groupés (1999)
- La voie est libre (1998)
- 3 petits points la lune (1998)
- Beaucoup trop loin (1998)
- Radiohead - Knives Out(2001)
- Un frère (Brother) (1997)
- Along the Freeway (1997)
- Velvet 99 (1996)
- L'échappée belle (1996)
- Vladimir de trop (1996)